# Madein
Madein (hangul: 메이딘), wcześniej znane jako LimeLight (hangul: 라임라잇) – południowokoreański girlsband utworzony przez 143 Entertainment. W skład grupy wchodzi siedem członkiń: MiU, Suhye, Gaeun, Mashiro, Yeseo, Serina i Nagomi.
Madein pierwotnie zadebiutowało pod nazwą LimeLight w trzyosobowym składzie: MiU, Suhye i Gaeun, 17 lutego 2023 roku. W 2024 roku grupa ogłosiła swoje przekształcenie pod nową nazwą Madein, z czterema nowymi członkiniami. Do zespołu dołączyły byłe członkinie Kep1er: Mashiro i Kang Yeseo, a także uczestniczki programu Produce 101 Japan The Girls, Serina Saito i Nagomi Abe.

## Historia zespołu

### Przed debiutem
Niektóre członkinie grupy miały już doświadczenie w branży rozrywkowej przed dołączeniem do zespołu. MiU była uczestniczką reality show survivalowego Girls Planet 999, ale nie udało jej się trafić do ostatecznego składu debiutowego. MiU była tarento i modelką w agencji N.D Promotion. ojawiła się również w kilku teledyskach i reklamach, a także była modelką dla magazynu Popteen. Kim Su-hye była uczestniczką programu My Teenage Girl, gdzie zajęła 22. miejsce i nie weszła do ostatecznego składu debiutowego. Saito Serina i Abe Nagomi brały udział w japońskim programie Produce 101 Japan The Girls, gdzie Serina zajęła 21. miejsce, a Nagomi 23., ale żadna z nich nie weszła do ostatecznego składu debiutowego.

### 2023–2024: Debiut jako LimeLight

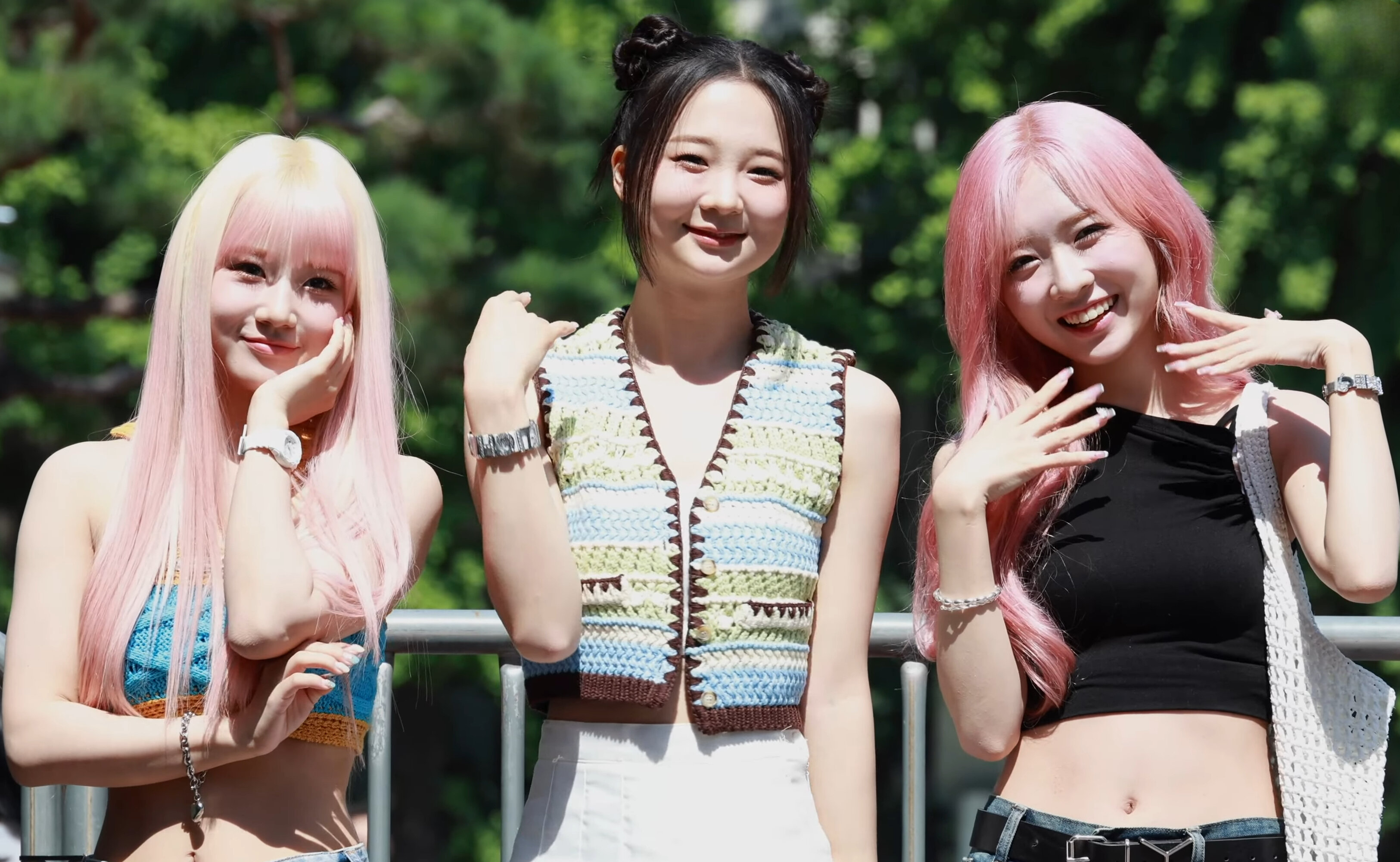
Członkinie LimeLight we wrześniu 2023 roku (L-R: Suhye, Gaeun, MiU)

15 stycznia 2022 roku ogłoszono, że MiU podpisała kontrakt z 143 Entertainment i spodziewana jest jej debiutancka aktywność w nadchodzącej grupie dziewczęcej agencji. 15 kwietnia 2022 roku ogłoszono, że Kim Su-hye również podpisała kontrakt z 143 Entertainment. 16 sierpnia 2022 roku 143 Entertainment ogłosiło, że grupa będzie miała charakter rozszerzalny, z nieograniczoną liczbą członkiń. Grupa miała rozpocząć swoją działalność od reality show Lululala i wydać minialbum po zakończeniu programu. Kang Ye-seo i Mashiro Sakamoto miały dołączyć do grupy po wygaśnięciu kontraktów z Kep1er. 27 września LimeLight w składzie trzech pierwszych członkiń: MiU, Su-hye i Ga-eun, miały showcase swojego pre-debiutanckiego minialbumu w Ilji Art Hall w Gangnam, Seul. Tego samego dnia wydano teledysk do ich pierwszego singla „Starlight”. Następnego dnia ukazał się teledysk do drugiego singla „Eye To Eye”. ukazał się następnego dnia. 29 września ich pre-debiutancki minialbum o tej samej nazwie trafił na różne platformy muzyczne.
17 lutego 2023 roku grupa oficjalnie zadebiutowała minialbumem Love & Happiness. Teledysk do głównego singla „Honestly”, który został wydany wcześniej, 14 lutego, zawierał udział Jaya z iKon, którego grupa niedawno podpisała kontrakt z ich agencją, oraz Bang Jae-mina. 4 sierpnia 2023 roku grupa powróciła z pierwszym single albumem Madeleine. 27 grudnia 2023 roku ogłoszono, że nadchodzący minialbum grupy Last Dance będzie ostatnim, który wyda jako trio, a zespół planuje zreorganizować się i dodać nowe członkinie. 11 stycznia 2024 roku grupa powróciła z trzecim minialbumem Last Dance i głównym singlem „Ta-Da!”.

### Od 2024: Ponowny debiut jako Madein
15 lipca 2024 roku wszystkie konta SNS należące do LimeLight zostały przemianowane na Madein, co wskazywało na nowy start grupy pod nazwą Madein z nowymi członkami. 29 lipca przedstawiono wszystkie siedem członkiń, a do grupy dołączyły Yeseo, Mashiro, Serina i Nagomi. 14 sierpnia ogłoszono, że grupa zadebiutuje 3 września 2024 roku z minialbumem zatytułowanym Rise. Minialbum został wydany cyfrowo 3 września, a fizyczna wersja ukazała się 17 dni później. Grupa zorganizuje swój pierwszy koncert fanowski w Japonii pod nazwą „MADEIN Adventure 2024” w dniach 5 i 6 października w Orix Theater.

## Członkinie
| Pseudonim   | Pseudonim | Prawdziwe imię                    | Kraj             | Data urodzenia   |
| Latynizacja | Hangul    | Prawdziwe imię                    | Kraj             | Data urodzenia   |
| ----------- | --------- | --------------------------------- | ---------------- | ---------------- |
| Mashiro     | 마시로    | Sakamoto Mashiro (jap. 坂本 舞白) | Japonia          | 16 grudnia 1999  |
| MiU         | 미유      | Itō Miyu (jap. 伊藤 美優)         | Japonia          | 9 stycznia 2003  |
| Suhye       | 수혜      | Kim Su-hye (kor. 김수혜)          | Korea Południowa | 13 grudnia 2004  |
| Yeseo       | 예서      | Kang Ye-seo (kor. 강예서)         | Korea Południowa | 22 sierpnia 2005 |
| Gaeun       | 가은      | Oh Ga-eun (kor. 오가은)           | Korea Południowa | 8 listopada 2005 |
| Serina      | 세리나    | Saitō Serina (jap. 斉藤 芹菜)     | Japonia          | 3 maja 2006      |
| Nagomi      | 나고미    | Abe Nagomi (jap. 阿部 和)         | Japonia          | 2 lipca 2007     |

## Dyskografia

### Minialbumy
| Rok            | Dane dot. albumu                                                                                                   | Najwyższa pozycja | Sprzedaż       |
| Rok            | Dane dot. albumu                                                                                                   | KOR (Circle)      | Sprzedaż       |
| Jako LimeLight | Jako LimeLight | Jako LimeLight    | Jako LimeLight |
| -------------- | --- | ----------------- | -------------- |
| 2022           | Limelight - Wydany: 29 września 2022 - Wytwórnia: 143 Entertainment - Format: CD, digital download, streaming      | 35                | - KOR: 8755+   |
| 2023           | Love & Happiness - Wydany: 17 lutego 2023 - Wytwórnia: 143 Entertainment - Format: CD, digital download, streaming | 9                 | - KOR: 39 241+ |
| 2024           | Last Dance - Wydany: 11 stycznia 2024 - Wytwórnia: 143 Entertainment - Format: CD, digital download, streaming     | 6                 | - KOR: 43 841+ |
| Jako Madein    | |                   |                |
| 2024           | Rise - Wydany: 3 września 2024 - Wytwórnia: 143 Entertainment - Format: CD, digital download, streaming            |                   |                |

### Single

#### Single albumy
| Rok            | Dane dot. albumu                                                                                             | Najwyższa pozycja | Sprzedaż       |
| Rok            | Dane dot. albumu                                                                                             | KOR (Circle)      | Sprzedaż       |
| Jako LimeLight | Jako LimeLight                                                                                               | Jako LimeLight    | Jako LimeLight |
| -------------- | --- | ----------------- | -------------- |
| 2023           | Madeleine - Wydany: 4 sierpnia 2023 - Wytwórnia: 143 Entertainment - Format: CD, digital download, streaming | 23                | - KOR: 10 500+ |

Single cyfrowe
| Rok                                                       | Tytuł          | Najwyższa pozycja | Najwyższa pozycja | Album            |
| Rok                                                       | Tytuł          | KOR               | KOR               | Album            |
| Rok                                                       | Tytuł          | Circle            | Songs             | Album            |
| Jako LimeLight                                            | Jako LimeLight | Jako LimeLight    | Jako LimeLight    | Jako LimeLight   |
| --------------------------------------------------------- | -------------- | ----------------- | ----------------- | ---------------- |
| 2022                                                      | „Starlight”    | –                 | –                 | Limelight        |
| 2022                                                      | „Eye to Eye”   | –                 | –                 | Limelight        |
| 2023                                                      | „Honestly”     | –                 | –                 | Love & Happiness |
| 2023                                                      | „Madeleine”    | –                 | –                 | Madeleine        |
| 2024                                                      | „Ta-Da!”       | –                 | –                 | Last Dance       |
| Jako Madein                                               |                |                   |                   |                  |
| 2024                                                      | „Uno”          | –                 | –                 | Rise             |
| „–” oznacza, że singiel nie był notowany na danej liście. |                |                   |                   |                  |